# Codex Becker 1

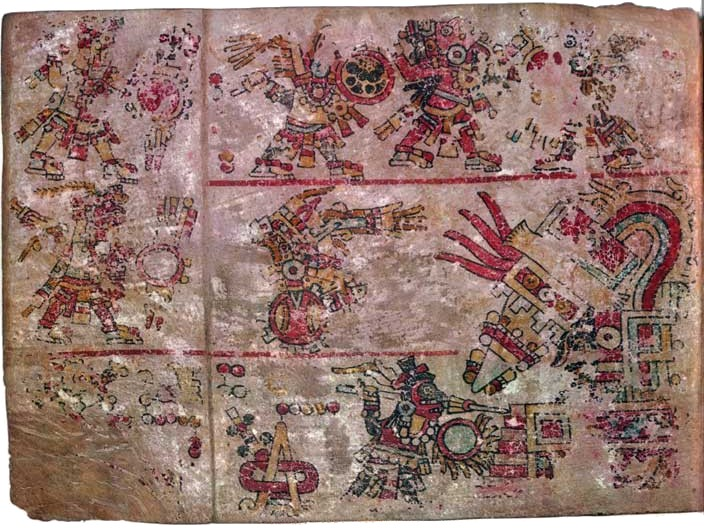
Première page du codex Becker 1.

Le codex Becker 1 est un codex mésoaméricain mixtèque préhispanique. Il est considéré par les spécialistes comme une partie complémentaire du codex Colombino, et avec lui, comme le plus ancien des codex mixtèques.

## Histoire
On suppose qu'il a été élaboré vers le XIIIe siècle puis séparé du codex Colombino vers 1541.

## Nom
Son nom vient de celui du collectionneur allemand Phillip J. Becker, qui l'a redécouvert après sa disparition en 1854, révélé à la communauté scientifique lors du Congrès international des américanistes de Berlin en 1888 puis légué après sa mort en 1896 au musée d'histoire naturelle de Vienne.
Il a également été désigné par les noms de manuscrit du cacique, codex Saussure, codex tzapotèque, codex Franz Josefino ou encore codex Yya Nacuaa II.